# 限界芸術
限界芸術（げんかいげいじゅつ）とは、哲学者の鶴見俊輔が、芸術と生活の境界線上に位置する広大な領域、専門的芸術家によるのでなく、非専門的芸術家によって作られ大衆によって享受される芸術を指していったもの。鶴見は、芸術を、「純粋芸術」、「大衆芸術」、「限界芸術」の3つに分類している。
鶴見は、5000年前のアルタミラの壁画以来、落書き、民謡、盆栽、漫才、絵馬、花火、都々逸、マンガにいたるまで、暮らしを舞台に人々の心にわき上がり、ほとばしり、形を変えてきた芸術的な表現を限界芸術とする。鶴見によれば、柳田國男、柳宗悦、宮沢賢治らは限界芸術の先駆者と見ることができるという。

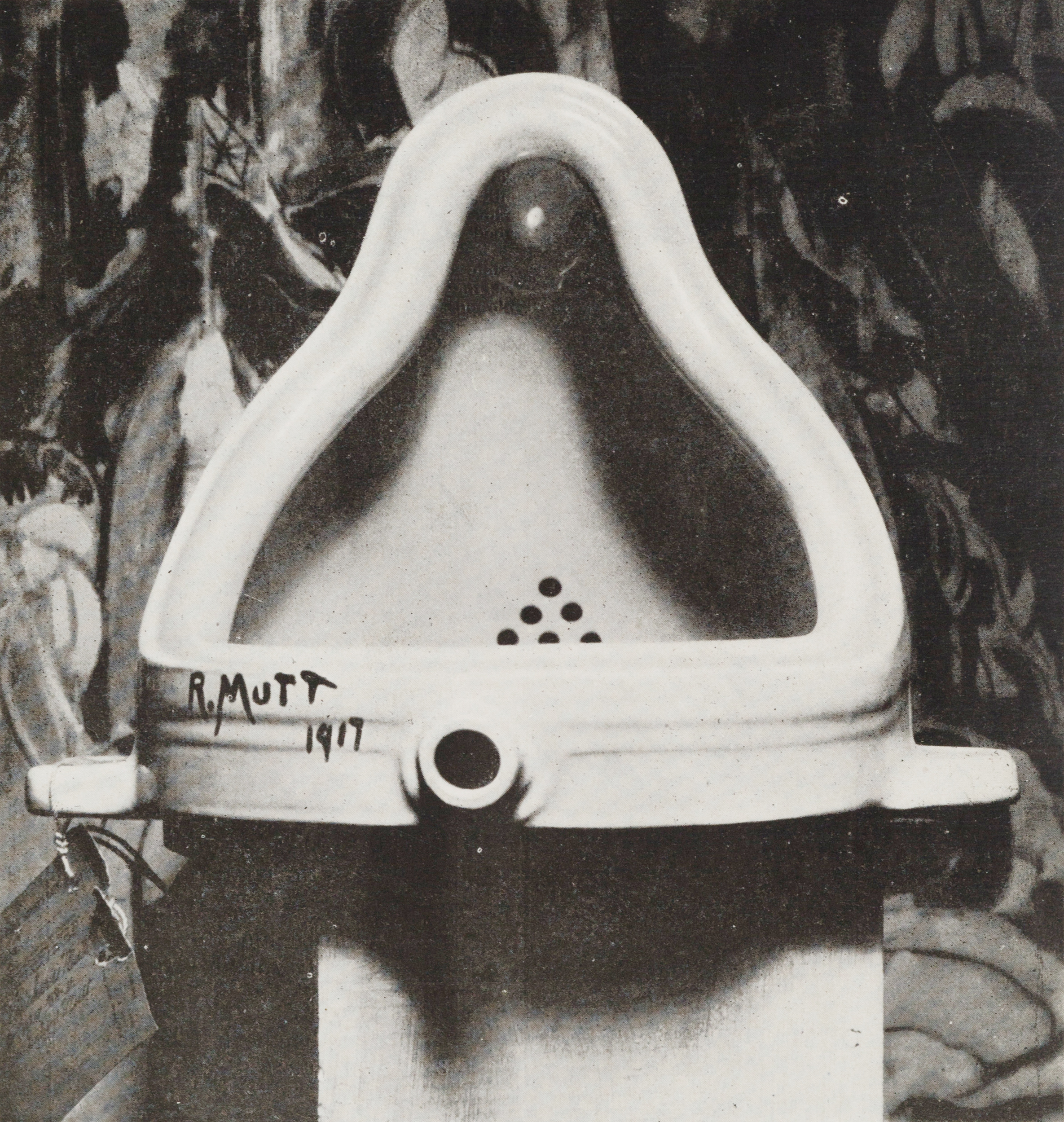
マルセル・デュシャンの『泉>

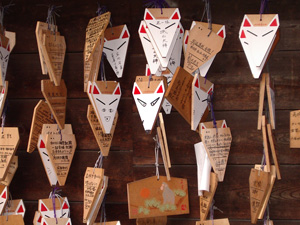
伏見稲荷の絵馬

鶴見の見解によれば、marginal art、言い換えれば中心と周縁（辺縁）という座標系のはみ出し部分にある芸術ということであるが、鷲田清一は、逆にこれを芸術が芸術でなくなるギリギリのところにある芸術の営みであるとすれば、ポピュラー・カルチャー、マルセル・デュシャンの「泉」、ジョン・ケージの「4分33秒」のようなものも含めることができるのではないかという。